# Knox Ramsey
Knox Wagner Ramsey (* 13. Februar 1926 in Speed, Indiana, USA; † 19. März 2005 in Richmond, Virginia), Spitzname: Bulldog, war ein US-amerikanischer American-Football-Spieler. Er spielte als Guard in der National Football League (NFL), unter anderem bei den Chicago Cardinals. 

## Laufbahn
Knox Ramsey wurde als Sohn eines Methodistenpredigers geboren. Wie sein älterer Bruder Buster Ramsey studierte er am College of William & Mary und spielte dort auch für deren Footballmannschaft als Guard. Im Jahr 1948 wurde er durch die Chicago Bears in der fünften Runde an 32. Stelle gedraftet. Ramsey entschloss sich aber, einen Vertrag bei den Los Angeles Dons zu unterschreiben, einer Mannschaft der All-America Football Conference (AAFC), einer Konkurrenzliga der NFL, die ihn in der AAFC Draft in der neunten Runde an 37. Stelle gezogen hatten. Die AAFC musste 1949 ihren Spielbetrieb einstellen. Zahlreiche Spieler der AAFC schlossen sich der NFL an, und Ramsey wurde 1950 in einer von der NFL anberaumten Zusatzdraft von den San Francisco 49ers gezogen, aber umgehend an die Chicago Cardinals abgegeben. Die Cardinals wurden von Curly Lambeau trainiert und hatten auch den Bruder von Knox Ramsey, Buster Ramsey, unter Vertrag. Nachdem sein Bruder 1951 seine Laufbahn beendet hatte, wechselte Knox Ramsey 1952 zunächst zu den Philadelphia Eagles, um noch im gleichen Jahr an die Washington Redskins abgegeben zu werden, bei denen Curly Lambeau mittlerweile das Traineramt übernommen hatte. Nach der Saison 1953 beendete Knox Ramsey aufgrund einer Verletzung seine Laufbahn. 

## Nach der NFL
Knox Ramsey zog nach seiner Spielerlaufbahn nach Ditchley, Virginia und war dort ein erfolgreicher Geschäftsmann in der Metall- und Chemieindustrie. Er war verheiratet und hatte drei Kinder.